# غلوريا بلونديل
غلوريا بلونديل (بالإنجليزية: Gloria Blondell)‏ هي ممثلة أمريكية، ولدت في 16 أغسطس 1915 بمانهاتن في الولايات المتحدة، وتوفيت في 25 مارس 1986 بسانتا مونيكا في الولايات المتحدة بسبب سرطان.

## أعمال

### أفلام
- (1946) قصة الحيض

## وصلات خارجية
- غلوريا بلونديل على موقع IMDb (الإنجليزية)
- غلوريا بلونديل على موقع ميوزك برينز (الإنجليزية)
- غلوريا بلونديل على موقع أول موفي (الإنجليزية)
- غلوريا بلونديل على موقع قاعدة بيانات برودواي على الإنترنت (الإنجليزية)
- غلوريا بلونديل على موقع قاعدة بيانات الفيلم (الإنجليزية)